# Ponte do Fandango
A ponte do Fandango é uma ponte localizada na cidade de Cachoeira do Sul, no estado brasileiro do Rio Grande do Sul. De engenharia francesa, foi a segunda maior deste modelo em extensão no mundo na época. As eclusas fazem com que o rio Jacuí seja navegável também em sua parte norte. Ela significa a ligação da cidade com a BR-290, ao sul, e assim com diversos outros municípios do Rio Grande do Sul, inclusive a capital Porto Alegre, sendo assim um símbolo da cidade.